# 史蒂夫·乔布斯传
《史蒂夫·乔布斯传》（英語：Steve Jobs）是史蒂夫·乔布斯授权CNN和《時代雜誌》前高管沃尔特·艾萨克森撰写的传记，艾萨克森曾写过本杰明·富兰克林和阿尔伯特·爱因斯坦的传记。
在两年多的时间里，艾萨克森对乔布斯本人进行了40多次采访，再加上对乔布斯的100多位家人、朋友、对手、竞争对手和同事的采访，艾萨克森全面了解乔布斯的一生。据说乔布斯鼓励被采访的人真实地讲述故事。乔布斯对这本书除了封面以外，对书的内容没有任何控制权，并放弃了在出版前阅读这本书的权利。
2011年10月24日，乔布斯去世19天后，美国西蒙與舒斯特出版公司出版了这本书。简体中文版由中信出版社出版，繁体中文版由天下文化出版。2013年9月11日，繁体中文版推出增訂版；2014年3月1日，简体中文版推出修订版。
2015年10月9日，由艾倫·索金编剧、丹尼·鮑伊执导、麥可·法斯賓達主演的同名电影上映。

## 外观

### 封面
本书初版封面使用的是阿尔伯特·沃森在2006年为《财富》杂志拍摄的一张乔布斯的照片。沃森用了三个小时的时间来设置他的拍照设备，乔布斯到达摄影棚的时候没有马上看沃森，而是看了看他的设备，然后对沃森的4×5相机说：“哇，你在拍电影啊”。
If you look at that shot, you can see the intensity. It was my intention that by looking at him, that you knew this guy was smart. I heard later that it was his favorite photograph of all time.
如果你看到那张照片，你可以看它的韵味。我拍摄时候想的是，当你看到乔布斯的这张照片，你就知道他很聪明。后来我听说这是他最喜欢的照片。
 — 阿尔伯特·沃森
乔布斯给了沃森一个小时的的拍摄时间，比他给大多数摄影师的拍摄时间都要长。据报道，沃森曾要求乔布斯95%，甚至100%的时间都要对着镜头看，思考下一个摆在你面前的项目，还要想想别人对他提出的挑战。
英文版封面的字体为Helvetica。
2013年9月11日，繁体中文版推出增訂版，封面保持不变。

简体中文版修订版封面

2014年3月1日，简体中文版推出修订版，封面变更为乔布斯年轻时候的照片。

### 封底
封底使用了乔布斯1984年2月在美国加利福尼亚州伍赛德的客厅里由诺曼·塞夫拍摄的一幅照片。在《時代雜誌》发表的一篇文章中，塞夫回忆说，他和乔布斯只是坐在客厅的地板上，谈论创新和日常琐事，而乔布斯离开了房间，带着一台Macintosh 128K（最初的麦金塔电脑）回来了。席夫拍下这张照片时，乔布斯以跏趺坐姿砰地一声坐了下来，把电脑放在腿上。
We did do a few more shots later on, and he even did a few yoga poses—he lifted his leg and put it over his shoulder—and I just thought we were two guys hanging out, chatting away, and enjoying the relationship. It wasn't like there was a conceptualization here—this was completely off the cuff, spontaneity that we never thought would become an iconic image.
后来我们确实又拍了几张照片，他甚至还做了几个瑜伽姿势——他抬起腿放在肩膀上——我以为我们是在一起放松、聊天、享受我们的关系。这并不是提前准备好的——这完全是即兴的，我们从未想过这会成为一幅标志性的照片。
 — 诺曼·塞夫

### 书名
这本书的暂定名称是由西蒙与舒斯特出版公司宣传部选定的《iSteve：乔布斯之书（iSteve: The book of Jobs）》。但据作家沃尔特·艾萨克森的妻子和女儿说，他“对此并不十分确定”。然而，因为这个名字“矫揉造作了（too cutesy）”，艾萨克森说服出版商把书名改得“更简单、更优雅”。
据称，选择《史蒂夫·乔布斯》这个书名是为了反映乔布斯的“极简主义”风格，并强调传记的真实性，进一步将其与未经授权的出版物区分开来。

## 版本差异
全世界只有美国的英文版是42章，仅仅是把原来的第20章拆成两章，内容并没有变化，中文版的内容并没有少，而是英文版的第20和第21章在中文版被合并了。英文版第20章叫A Regular Guy，对应的中文版章节数是20，标题为“凡人”，英文版第21章叫Family Man，在中文版被合并到了第21章“凡人”中，中文版第21章就是英文版的第22章“玩具总动员”。

## 改编电影
是一部於2015年上映的美國傳記劇情電影，由丹尼·鮑伊執導，艾倫·索金編劇。電影根據由沃爾特·艾薩克森所著的傳記《賈伯斯傳》及索金進行的訪談改編，該片共分為三幕，涵蓋蘋果公司的聯合創辦人史帝夫·賈伯斯一生中14年（1984至1998年）的光陰，且每一幕的背景皆設定於一項關鍵產品——分別為Macintosh、NeXT Computer及iMac——的發表之前。麥可·法斯賓達飾演賈伯斯，而凱特·溫斯蕾、塞斯·羅根、凱薩琳·華特斯頓、麥可·斯圖巴與傑夫·丹尼爾等人則在片中擔任配角。